# Liste der Schlösser in Klagenfurt am Wörthersee
Die Liste der Schlösser in Klagenfurt am Wörthersee ist eine Übersicht der Schlösser in Klagenfurt.
Die Liste ist folgendermaßen aufgebaut:
- Name: Heutige Bezeichnung
- Bezirk: Klagenfurter Gemeindebezirks
- Baujahr: Jahr der Fertigstellung des ersten Schlossbaus. Ist das Baujahr nicht bekannt, ist das Jahr der ersten urkundlichen Erwähnung genannt und mit „urk.“ bezeichnet.
- Bauherr: Bauherr oder, sofern nicht bekannt, der Besitzer zum Zeitpunkt der ersten urkundlichen Erwähnung.
- Eigentümer: Heutiger Besitzer.
- Anmerkungen: Weitere Informationen, heutige Nutzung.

| Name                   | Bezirk     | Baujahr             | Bauherr                           | Eigentümer                  | Anmerkungen | Bild                           |
| ---------------------- | ---------- | ------------------- | --------------------------------- | --------------------------- | --- | ------------------------------ |
| Annabichl              | Annabichl  | um 1582             | Georg von Khevenhüller            | Privatbesitz                | | Schloss Annabichl              |
| Ehrenbichl             | Wölfnitz   |                     |                                   | Privatbesitz                | Als früheste Besitzerin ist Benigna Rosina Khevenhüller (Ende 17. Jh.) bekannt. Heute Nutzung als Gutshof und Ferienanlage.                                               | Schloss Ehrenbichl             |
| Ehrenhausen            | Annabichl  | nach 1550 urk. 1588 | Georg Sigmund von Neuhaus (?)     | Privatbesitz                | Nach 1870 stark verändert. | Schloss Ehrenhausen            |
| Ehrental               | Annabichl  | urk. 1645           | Johann Weber von Ehrenthal (1645) | Land Kärnten                | Seit 1953 Nutzung als Landwirtschaftliche Schule, im Wirtschaftsgebäude landwirtschaftliches Museum.                                                                      | Schloss Ehrenhausen            |
| Emmersdorf             | Wölfnitz   | urk. 1136           |                                   | Privatbesitz                | Mehrmals grundlegend umgebaut. Im Sommer gelegentlich Kulturveranstaltungen und Besichtigungen.                                                                           | Schloss Emmersdorf             |
| Falkenberg             | Annabichl  | urk. 1569           |                                   | Privatbesitz                | Urspr. Lehen von Schloss Drasing. Heutiger Bau durch Sigmund von Hallerstein um 1686. Nutzung als Gaststätte.                                                             | Schloss Falkenberg             |
| Freyenthurn            | St. Martin | um 1540, urk. 1541  | Hans Angerer                      | Privatbesitz                | 1884 weitgehend umgestaltet. | Schloss Freyenthurn            |
| Hallegg                | Wölfnitz   | 1546                | Moritz Welzer                     | Privatbesitz                | Ursprünglich Burg (urk. 1213). | Schloss Hallegg                |
| Harbach                | St. Peter  | urk. 1213           |                                   | Schwestern vom Guten Hirten | Ab 1893 weitgehend verändert, von 1898 bis 2002 als Kloster genutzt, seit 2002 Sitz der Diakonie Kärnten.                                                                 | Schloss Harbach                |
| Krastowitz             | St. Peter  | Anf. 18. Jh.        | Johann von Schoberg (?)           | Landwirtschaftskammer       | Nutzung als Bildungshaus der Kärntner Landwirtschaftskammer. | Schloss Krastowitz             |
| Mageregg               | Annabichl  | 1590                | Wolfgang Mager von Fuchsstadt     | Privatbesitz                | Vollständiger Umbau 1845. Nutzung als Restaurant. | Schloss Mageregg               |
| Maria-Loretto          | St. Martin | 1652                | Johann Andreas von Rosenberg      | Stadt Klagenfurt            | Seit 2002 im Besitz der Stadt, heute Nutzung als Café und Veranstaltungsort.                                                                                              | Schloss Mageregg               |
| Pichlern               | St. Peter  | um 1740             | Ignatz von Fresach                | Privatbesitz                | Das ursprüngliche, vermutlich mittelalterliche Bauwerk wurde um 1740 zu einem barocken Stöckl ausgebaut. 1852 bis 1854 um- und ausgebaut.                                 | Schloss Pichlern               |
| Pitzelstätten          | Wölfnitz   | 1529                |                                   | Republik Österreich         | Ehemalige Burg (urk. 1311), Umbau 1529, neue Fassade im 18. Jh. Seit 1950/51 in staatlichem Besitz. Heute Nutzung als Höhere Land- und Forstwirtschaftliche Schule (HLFS) | Schloss Pitzelstätten          |
| Seltenheim             | Wölfnitz   | nach 1487           | Haus Liechtenstein                | Privatbesitz                | An Stelle einer 1487 zerstörten Burg (urk. 1193–97) errichtet. | Schloss Seltenheim             |
| St. Georgen am Sandhof | Annabichl  | 1584                | Hans Hausser                      | Privatbesitz                | Nutzung als Hotel. | Schloss St. Georgen am Sandhof |
| Tentschach             | Wölfnitz   | um 1570             | Familie Pibriacher                | Privatbesitz                | Wurde an der Stelle einer Burg der Tentschacher aus dem 13. Jh. erbaut.                                                                                                   | Schloss Tentschach             |
| Welzenegg              | St. Peter  | 1575                | Viktor Welzer von Eberstein       | Privatbesitz                | | Schloss Welzenegg              |
| Zigguln                | St. Martin | Mitte 17. Jh.       | Jesuitenorden                     | Privatbesitz                | | Schloss Zigguln                |